# Бабаново (Ленінградська область)
Баба́нове (рос. Бабаново) — село в Кіровському районі Ленінградської області, Росія. Належить до муніципального утворення Шумське сільське поселення.

## Географія
Село розташована в східній частині району на правому березі річки Тящевки. Через село проходить автодорога 41К-120. Кордон села проходить по території земляного запасу, по річці Тящевка та по землях сільськогосподарського призначення..